# Строганов, Александр Павлович
Граф Алекса́ндр Па́влович Стро́ганов (17 [28] июня 1794/1795, усадьба Братцево — 7 марта 1814, близ Краона) — подпоручик Главного штаба из рода Строгановых, участник войны шестой коалиции.

## Биография
Родился в селе Братцево, Московского уезда, куда его отец, граф Павел Александрович Строганов был выслан императрицей Екатериной II, за скандальное участие в Великой Французской Революции и последующее неповиновение принятым нормам поведения в высшем свете. Матерью графа Александра была Софья Владимировна Голицына, дочь известной в Петербургском свете княгини Натальи Петровной Голицыной, в девичестве Чернышевой. Воспреемником родившегося наследника был, по одной версии, его дед, граф Александр Сергеевич Строганов, по другой — великий князь Александр Павлович.
Его отец, граф Павел, опасаясь, что мальчик, будучи отправленным за границу и выпущенным из-под присмотра, может повторить его судьбу и попасть под влияние опасных политических идей, не допустил его заграничного путешествия, которым в то время заканчивалось образование любого дворянина, и потому все детство и юность граф Александр Павлович Строганов провел в Петербурге, обучаясь в Пажеском корпусе.
В январе 1812 года Александр окончил Училище колонновожатых и в 1813 году был взят отцом на войну, в заграничный поход русской армии.
В 1814 году, в феврале, уже на территории Франции, произошло сражение при Краоне, между армией Наполеона и дивизией, возглавляемой отцом Александра Строганова, Павлом Александровичем. Русских было в три раза меньше, однако победу удалось одержать. В этом сражении погиб девятнадцатилетний, единственный наследник многомиллионного Строгановского состояния, представитель графской ветви рода, Александр Павлович Строганов. Ему ядром сорвало голову. Два дня проискав тело сына, найдя его и испросив разрешения покинуть армию, его безутешный отец отказался от награды за победу и отправился в Петербург, чтобы рядом с отцом и дедом похоронить и своего сына. Сам граф Павел Строганов умер спустя три года, так и не пережив постигшего его страшного горя.
Граф Александр Павлович Строганов был похоронен в Александро-Невской лавре на Лазаревском кладбище (II уч.).

## Предки

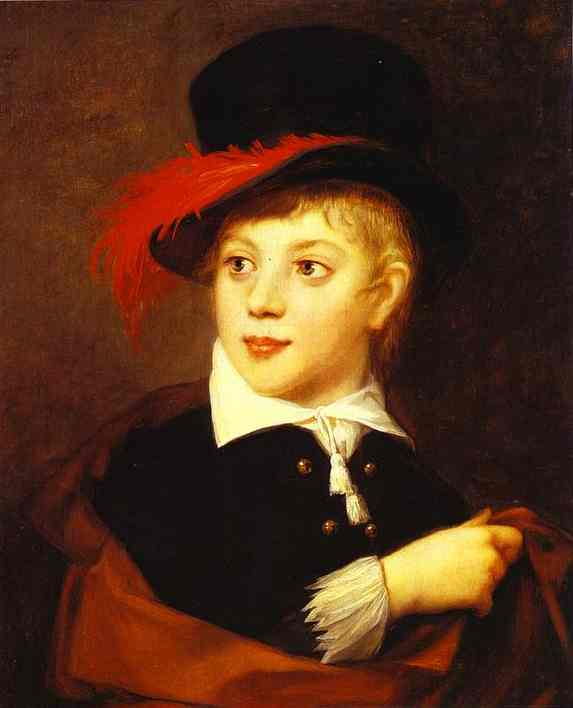
Жан-Лоран Монье. Портрет графа А. П. Строганова в детстве, 1805.